# Berkové z Dubé
Berkové z Dubé var en middelalderlig bøhmisk og mæhrisk adelsslægt etableret i 1200-tallet som en gren af Dauba-slægten.

## Slægtens endeligt
Efter Slaget ved Det Hvide Bjerg den 8. november 1620 blev mange af slægtens medlemmer udvist sammen med Fridrich Falcký og land blev dem frataget. En fra linjen, som var loyal over for kejser Ferdinand II, blev forfremmet til kejserens jarl i 1637. Slægten uddøde i det 18. århundrede, selvom nogle af de udviste efter slaget ved Det Hvide Bjerg forblev i Sverige og i Sachsen gennem de 18. og 19. århundreder.